# ITF World Champions

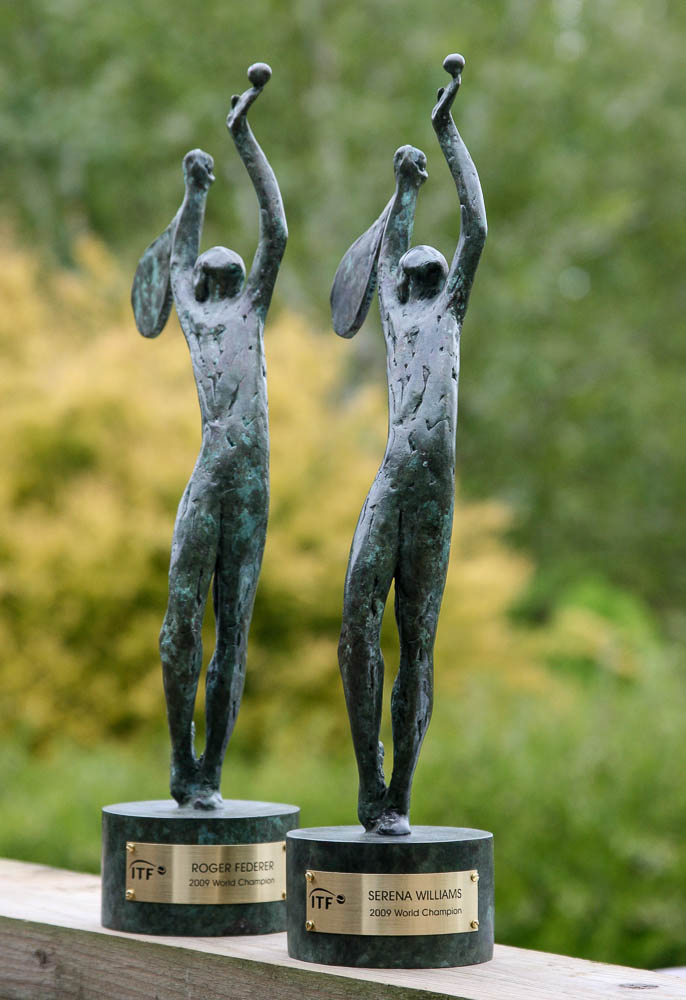
Cúp ITF World Champions Roger Federer và Serena Williams

Liên đoàn quần vợt quốc tế trao giải World Champion mỗi năm dựa trên những thống kê trong năm, nhất là giải Grand Slam, và cả sự kiện đồng đội như Davis Cup và Fed Cup. Giải thưởng đơn nam và đơn nữ được trao lần đầu tiên vào năm 1978; giải thưởng bây giờ cũng có những vận động viên đôi, xe lăn, và trẻ.

## Đơn nam
| Năm  | Vận động viên      | Quốc tịch   |
| 1978 | Björn Borg         | Thụy Điển   |
| 1979 | Björn Borg (2)     | Thụy Điển   |
| 1980 | Björn Borg (3)     | Thụy Điển   |
| 1981 | John McEnroe       | Hoa Kỳ      |
| 1982 | Jimmy Connors      | Hoa Kỳ      |
| 1983 | John McEnroe (2)   | Hoa Kỳ      |
| 1984 | John McEnroe (3)   | Hoa Kỳ      |
| 1985 | Ivan Lendl         | Tiệp Khắc   |
| 1986 | Ivan Lendl (2)     | Tiệp Khắc   |
| 1987 | Ivan Lendl (3)     | Tiệp Khắc   |
| 1988 | Mats Wilander      | Thụy Điển   |
| 1989 | Boris Becker       | Tây Đức     |
| 1990 | Ivan Lendl (4)     | Tiệp Khắc   |
| 1991 | Stefan Edberg      | Thụy Điển   |
| 1992 | Jim Courier        | Hoa Kỳ      |
| 1993 | Pete Sampras       | Hoa Kỳ      |
| 1994 | Pete Sampras (2)   | Hoa Kỳ      |
| 1995 | Pete Sampras (3)   | Hoa Kỳ      |
| 1996 | Pete Sampras (4)   | Hoa Kỳ      |
| 1997 | Pete Sampras (5)   | Hoa Kỳ      |
| 1998 | Pete Sampras (6)   | Hoa Kỳ      |
| 1999 | Andre Agassi       | Hoa Kỳ      |
| 2000 | Gustavo Kuerten    | Brazil      |
| 2001 | Lleyton Hewitt     | Australia   |
| 2002 | Lleyton Hewitt (2) | Australia   |
| 2003 | Andy Roddick       | Hoa Kỳ      |
| 2004 | Roger Federer      | Thụy Sĩ     |
| 2005 | Roger Federer (2)  | Thụy Sĩ     |
| 2006 | Roger Federer (3)  | Thụy Sĩ     |
| 2007 | Roger Federer (4)  | Thụy Sĩ     |
| 2008 | Rafael Nadal       | Tây Ban Nha |
| 2009 | Roger Federer (5)  | Thụy Sĩ     |
| 2010 | Rafael Nadal (2)   | Tây Ban Nha |
| 2011 | Novak Djokovic     | Serbia      |
| 2012 | Novak Djokovic (2) | Serbia      |
| 2013 | Novak Djokovic (3) | Serbia      |
| 2014 | Novak Djokovic (4) | Serbia      |
| 2015 | Novak Djokovic (5) | Serbia      |
| 2016 | Andy Murray        | Anh Quốc    |
| 2017 | Rafael Nadal (3)   | Tây Ban Nha |

| Tổng | Vận động viên  | Quốc tịch   |
| 6    | Pete Sampras   | Hoa Kỳ      |
| 5    | Roger Federer  | Thụy Sĩ     |
| 5    | Novak Djokovic | Serbia      |
| 4    | Ivan Lendl     | Tiệp Khắc   |
| 3    | Björn Borg     | Thụy Điển   |
| 3    | John McEnroe   | Hoa Kỳ      |
| 3    | Rafael Nadal   | Tây Ban Nha |
| 2    | Lleyton Hewitt | Australia   |

## Đơn nữ
| Năm  | Vận động viên           | Quốc tịch    |
| 1978 | Chris Evert             | Hoa Kỳ       |
| 1979 | Martina Navratilova     | Hoa Kỳ       |
| 1980 | Chris Evert (2)         | Hoa Kỳ       |
| 1981 | Chris Evert (3)         | Hoa Kỳ       |
| 1982 | Martina Navratilova (2) | Hoa Kỳ       |
| 1983 | Martina Navratilova (3) | Hoa Kỳ       |
| 1984 | Martina Navratilova (4) | Hoa Kỳ       |
| 1985 | Martina Navratilova (5) | Hoa Kỳ       |
| 1986 | Martina Navratilova (6) | Hoa Kỳ       |
| 1987 | Steffi Graf             | Tây Đức      |
| 1988 | Steffi Graf (2)         | Tây Đức      |
| 1989 | Steffi Graf (3)         | Tây Đức      |
| 1990 | Steffi Graf (4)         | Đức          |
| 1991 | Monica Seles            | Nam Tư       |
| 1992 | Monica Seles (2)        | Nam Tư       |
| 1993 | Steffi Graf (5)         | Đức          |
| 1994 | Arantxa Sánchez Vicario | Bản mẫu:SPN  |
| 1995 | Steffi Graf (6)         | Đức          |
| 1996 | Steffi Graf (7)         | Đức          |
| 1997 | Martina Hingis          | Thụy Sĩ      |
| 1998 | Lindsay Davenport       | Hoa Kỳ       |
| 1999 | Martina Hingis (2)      | Thụy Sĩ      |
| 2000 | Martina Hingis (3)      | Thụy Sĩ      |
| 2001 | Jennifer Capriati       | Hoa Kỳ       |
| 2002 | Serena Williams         | Hoa Kỳ       |
| 2003 | Justine Henin           | Bỉ           |
| 2004 | Anastasia Myskina       | Nga          |
| 2005 | Kim Clijsters           | Bỉ           |
| 2006 | Justine Henin (2)       | Bỉ           |
| 2007 | Justine Henin (3)       | Bỉ           |
| 2008 | Jelena Janković         | Serbia       |
| 2009 | Serena Williams (2)     | Hoa Kỳ       |
| 2010 | Caroline Wozniacki      | Đan Mạch     |
| 2011 | Petra Kvitová           | Cộng hòa Séc |
| 2012 | Serena Williams (3)     | Hoa Kỳ       |
| 2013 | Serena Williams (4)     | Hoa Kỳ       |
| 2014 | Serena Williams (5)     | Hoa Kỳ       |
| 2015 | Serena Williams (6)     | Hoa Kỳ       |
| 2016 | Angelique Kerber        | Đức          |
| 2017 | Garbiñe Muguruza        | Tây Ban Nha  |

| Total | Vận động viên       | Quốc tịch |
| 7     | Steffi Graf         | Đức       |
| 6     | Martina Navratilova | Hoa Kỳ    |
| 6     | Serena Williams     | Hoa Kỳ    |
| 3     | Chris Evert         | Hoa Kỳ    |
| 3     | Martina Hingis      | Thụy Sĩ   |
| 3     | Justine Henin       | Bỉ        |
| 2     | Monica Seles        | Nam Tư    |

## Đôi nam
| Năm  | Vận động viên                            | Quốc tịch             |
| ---- | ---------------------------------------- | --------------------- |
| 1996 | Todd Woodbridge (1) & Mark Woodforde (1) | Australia & Australia |
| 1997 | Todd Woodbridge (2) & Mark Woodforde (2) | Australia & Australia |
| 1998 | Jacco Eltingh (1) & Paul Haarhuis (1)    | Hà Lan & Hà Lan       |
| 1999 | Mahesh Bhupathi (1) & Leander Paes (1)   | India & India         |
| 2000 | Todd Woodbridge (3) & Mark Woodforde (3) | Australia & Australia |
| 2001 | Jonas Björkman (1) & Todd Woodbridge (4) | Thụy Điển & Australia |
| 2002 | Mark Knowles (1) & Daniel Nestor (1)     | Bahamas & Canada      |
| 2003 | Bob Bryan (1) & Mike Bryan (1)           | Hoa Kỳ & Hoa Kỳ       |
| 2004 | Bob Bryan (2) & Mike Bryan (2)           | Hoa Kỳ & Hoa Kỳ       |
| 2005 | Bob Bryan (3) & Mike Bryan (3)           | Hoa Kỳ & Hoa Kỳ       |
| 2006 | Bob Bryan (4) & Mike Bryan (4)           | Hoa Kỳ & Hoa Kỳ       |
| 2007 | Bob Bryan (5) & Mike Bryan (5)           | Hoa Kỳ & Hoa Kỳ       |
| 2008 | Daniel Nestor (2) & Nenad Zimonjić (1)   | Canada & Serbia       |
| 2009 | Bob Bryan (6) & Mike Bryan (6)           | Hoa Kỳ & Hoa Kỳ       |
| 2010 | Bob Bryan (7) & Mike Bryan (7)           | Hoa Kỳ & Hoa Kỳ       |
| 2011 | Bob Bryan (8) & Mike Bryan (8)           | Hoa Kỳ & Hoa Kỳ       |
| 2012 | Bob Bryan (9) & Mike Bryan (9)           | Hoa Kỳ & Hoa Kỳ       |
| 2013 | Bob Bryan (10) & Mike Bryan (10)         | Hoa Kỳ & Hoa Kỳ       |
| 2014 | Bob Bryan (11) & Mike Bryan (11)         | Hoa Kỳ & Hoa Kỳ       |
| 2015 | Jean-Julien Rojer (1) & Horia Tecău (1)  | Hà Lan & România      |
| 2016 | Jamie Murray (1) & Bruno Soares (1)      | Anh Quốc & Brasil     |
| 2017 | Łukasz Kubot (1) & Marcelo Melo (1)      | Ba Lan & Brasil       |

## Đôi nữ
| Năm  | Vận động viên                                  | Quốc tịch                |
| 1996 | Lindsay Davenport (1) & Mary Joe Fernández (1) | Hoa Kỳ & Hoa Kỳ          |
| 1997 | Lindsay Davenport (2) & Jana Novotná (1)       | Hoa Kỳ & Cộng hòa Séc    |
| 1998 | Lindsay Davenport (3) & Natasha Zvereva (1)    | Hoa Kỳ & Belarus         |
| 1999 | Martina Hingis (1) & Anna Kournikova (1)       | Thụy Sĩ & Nga            |
| 2000 | Julie Halard-Decugis (1) & Ai Sugiyama (1)     | Pháp & Nhật Bản          |
| 2001 | Lisa Raymond (1) & Rennae Stubbs (1)           | Hoa Kỳ & Australia       |
| 2002 | Virginia Ruano Pascual (1) & Paola Suárez (1)  | Tây Ban Nha & Argentina  |
| 2003 | Virginia Ruano Pascual (2) & Paola Suárez (2)  | Tây Ban Nha & Argentina  |
| 2004 | Virginia Ruano Pascual (3) & Paola Suárez (3)  | Tây Ban Nha & Argentina  |
| 2005 | Lisa Raymond (2) & Samantha Stosur (1)         | Hoa Kỳ & Australia       |
| 2006 | Lisa Raymond (3) & Samantha Stosur (2)         | Hoa Kỳ & Australia       |
| 2007 | Cara Black (1) & Liezel Huber (1)              | Zimbabwe & Hoa Kỳ        |
| 2008 | Cara Black (2) & Liezel Huber (2)              | Zimbabwe & Hoa Kỳ        |
| 2009 | Serena Williams (1) & Venus Williams (1)       | Hoa Kỳ & Hoa Kỳ          |
| 2010 | Gisela Dulko (1) & Flavia Pennetta (1)         | Argentina & Italy        |
| 2011 | Květa Peschke (1) & Katarina Srebotnik (1)     | Cộng hòa Séc & Slovenia  |
| 2012 | Sara Errani (1) & Roberta Vinci (1)            | Italy & Italy            |
| 2013 | Sara Errani (2) & Roberta Vinci (2)            | Italy & Italy            |
| 2014 | Sara Errani (3) & Roberta Vinci (3)            | Italy & Italy            |
| 2015 | Martina Hingis (2) & Sania Mirza (1)           | Thụy Sĩ & India          |
| 2016 | Caroline Garcia (1) & Kristina Mladenovic (1)  | Pháp & Pháp              |
| 2017 | Martina Hingis (3) & Chiêm Vịnh Nhiên (1)      | Thụy Sĩ & Chinese Taipei |

## Nam trẻ

### Đơn nam trẻ (1978-2003)
| Năm  | Vận động viên      | Quốc tịch   |
| 1978 | Ivan Lendl         | Tiệp Khắc   |
| 1979 | Raúl Viver         | Ecuador     |
| 1980 | Thierry Tulasne    | Pháp        |
| 1981 | Pat Cash           | Australia   |
| 1982 | Guy Forget         | Pháp        |
| 1983 | Stefan Edberg      | Thụy Điển   |
| 1984 | Mark Kratzmann     | Australia   |
| 1985 | Claudio Pistolesi  | Italy       |
| 1986 | Javier Sánchez     | Tây Ban Nha |
| 1987 | Jason Stoltenberg  | Australia   |
| 1988 | Nicolás Pereira    | Venezuela   |
| 1989 | Nicklas Kulti      | Thụy Điển   |
| 1990 | Andrea Gaudenzi    | Italy       |
| 1991 | Thomas Enqvist     | Thụy Điển   |
| 1992 | Brian Dunn         | Hoa Kỳ      |
| 1993 | Marcelo Ríos       | Chile       |
| 1994 | Federico Browne    | Argentina   |
| 1995 | Mariano Zabaleta   | Argentina   |
| 1996 | Sébastien Grosjean | Pháp        |
| 1997 | Arnaud Di Pasquale | Pháp        |
| 1998 | Roger Federer      | Thụy Sĩ     |
| 1999 | Kristian Pless     | Đan Mạch    |
| 2000 | Andy Roddick       | Hoa Kỳ      |
| 2001 | Gilles Müller      | Luxembourg  |
| 2002 | Richard Gasquet    | Pháp        |
| 2003 | Marcos Baghdatis   | Síp         |

### Đôi nam trẻ (1982-2003)
| Năm  | Vận động viên                       | Quốc tịch             |
| 1982 | Fernando Pérez                      | Mexico                |
| 1983 | Mark Kratzmann                      | Australia             |
| 1984 | Agustín Moreno                      | Mexico                |
| 1985 | Petr Korda & Cyril Suk              | Tiệp Khắc & Tiệp Khắc |
| 1986 | Tomás Carbonell                     | Tây Ban Nha           |
| 1987 | Jason Stoltenberg                   | Australia             |
| 1988 | David Rikl & Tomáš Anzari           | Tiệp Khắc & Tiệp Khắc |
| 1989 | Wayne Ferreira                      | Nam Phi               |
| 1990 | Mårten Renström                     | Thụy Điển             |
| 1991 | Karim Alami                         | Maroc                 |
| 1992 | Enrique Abaroa                      | Mexico                |
| 1993 | Steven Downs                        | New Zealand           |
| 1994 | Benjamin Ellwood                    | Australia             |
| 1995 | Kepler Orellana                     | Venezuela             |
| 1996 | Sébastien Grosjean                  | Pháp                  |
| 1997 | Nicolás Massú                       | Chile                 |
| 1998 | José de Armas                       | Venezuela             |
| 1999 | Julien Benneteau & Nicolas Mahut    | Pháp & Pháp           |
| 2000 | Lee Childs & James Nelson           | Anh Quốc & Anh Quốc   |
| 2001 | Bruno Echagaray & Santiago González | Mexico & Mexico       |
| 2002 | Florin Mergea & Horia Tecău         | România & România     |
| 2003 | Scott Oudsema                       | Hoa Kỳ                |

### Nam trẻ (từ năm 2004)
| Năm  | Vận động viên        | Quốc tịch         |
| 2004 | Gaël Monfils         | Pháp              |
| 2005 | Donald Young         | Hoa Kỳ            |
| 2006 | Thiemo de Bakker     | Hà Lan            |
| 2007 | Ričardas Berankis    | Litva             |
| 2008 | Yang Tsung-hua       | Đài Bắc Trung Hoa |
| 2009 | Daniel Berta         | Thụy Điển         |
| 2010 | Juan Sebastián Gómez | Colombia          |
| 2011 | Jiří Veselý          | Cộng hòa Séc      |
| 2012 | Filip Peliwo         | Canada            |
| 2013 | Alexander Zverev     | Đức               |
| 2014 | Andrey Rublev        | Nga               |
| 2015 | Taylor Fritz         | Hoa Kỳ            |
| 2016 | Miomir Kecmanović    | Serbia            |
| 2017 | Axel Geller          | Argentina         |

## Nữ trẻ

### Đơn nữ trẻ (1978-2003)
| Năm  | Vận động viên        | Quốc tịch    |
| 1978 | Hana Mandlíková      | Tiệp Khắc    |
| 1979 | Mary-Lou Piatek      | Hoa Kỳ       |
| 1980 | Susan Mascarin       | Hoa Kỳ       |
| 1981 | Zina Garrison        | Hoa Kỳ       |
| 1982 | Gretchen Rush        | Hoa Kỳ       |
| 1983 | Pascale Paradis      | Pháp         |
| 1984 | Gabriela Sabatini    | Argentina    |
| 1985 | Laura Garrone        | Italy        |
| 1986 | Patricia Tarabini    | Argentina    |
| 1987 | Natasha Zvereva      | Liên Xô      |
| 1988 | Cristina Tessi       | Argentina    |
| 1989 | Florencia Labat      | Argentina    |
| 1990 | Karina Habšudová     | Tiệp Khắc    |
| 1991 | Zdeňka Málková       | Tiệp Khắc    |
| 1992 | Rossana de los Ríos  | Paraguay     |
| 1993 | Nino Louarsabishvili | Georgia      |
| 1994 | Martina Hingis       | Thụy Sĩ      |
| 1995 | Anna Kournikova      | Nga          |
| 1996 | Amélie Mauresmo      | Pháp         |
| 1997 | Cara Black           | Zimbabwe     |
| 1998 | Jelena Dokić         | Australia    |
| 1999 | Lina Krasnoroutskaya | Nga          |
| 2000 | María Emilia Salerni | Argentina    |
| 2001 | Svetlana Kuznetsova  | Nga          |
| 2002 | Barbora Strýcová     | Cộng hòa Séc |
| 2003 | Kirsten Flipkens     | Bỉ           |

### Đôi nữ trẻ (1982-2003)
| Năm  | Vận động viên                            | Quốc tịch                   |
| 1982 | Beth Herr                                | Hoa Kỳ                      |
| 1983 | Larisa Savchenko                         | Liên Xô                     |
| 1984 | Mercedes Paz                             | Argentina                   |
| 1985 | Mariana Perez-Roldan & Patricia Tarabini | Argentina & Argentina       |
| 1986 | Leila Meskhi                             | Liên Xô                     |
| 1987 | Natalia Medvedeva                        | Liên Xô                     |
| 1988 | Jo-Anne Faull                            | Australia                   |
| 1989 | Andrea Strnadová                         | Tiệp Khắc                   |
| 1990 | Karina Habšudová                         | Tiệp Khắc                   |
| 1991 | Eva Martincová                           | Tiệp Khắc                   |
| 1992 | Nancy Feber & Laurence Courtois          | Bỉ & Bỉ                     |
| 1993 | Cristina Moros                           | Hoa Kỳ                      |
| 1994 | Martina Nedelkova                        | Slovakia                    |
| 1995 | Ludmila Varmuzova                        | Cộng hòa Séc                |
| 1996 | Jitka Schönfeldová & Michaela Paštiková  | Cộng hòa Séc & Cộng hòa Séc |
| 1997 | Irina Selyutina & Cara Black             | Kazakhstan & Zimbabwe       |
| 1998 | Eva Dyrberg                              | Đan Mạch                    |
| 1999 | Daniela Bedáňová                         | Cộng hòa Séc                |
| 2000 | María Emilia Salerni                     | Argentina                   |
| 2001 | Petra Cetkovská                          | Cộng hòa Séc                |
| 2002 | Elke Clijsters                           | Bỉ                          |
| 2003 | Andrea Hlaváčková                        | Cộng hòa Séc                |

### Nữ trẻ (từ năm 2004)
| Năm  | Vận động viên            | Quốc tịch |
| 2004 | Michaëlla Krajicek       | Hà Lan    |
| 2005 | Victoria Azarenka        | Belarus   |
| 2006 | Anastasia Pavlyuchenkova | Nga       |
| 2007 | Urszula Radwańska        | Poland    |
| 2008 | Noppawan Lertcheewakarn  | Thái Lan  |
| 2009 | Kristina Mladenovic      | Pháp      |
| 2010 | Daria Gavrilova          | Nga       |
| 2011 | Irina Khromacheva        | Nga       |
| 2012 | Taylor Townsend          | Hoa Kỳ    |
| 2013 | Belinda Bencic           | Thụy Sĩ   |
| 2014 | Catherine "CiCi" Bellis  | Hoa Kỳ    |
| 2015 | Dalma Galfi              | Hungary   |
| 2016 | Anastasia Potapova       | Nga       |
| 2017 | Whitney Osuigwe          | Hoa Kỳ    |

## Nam xe lăn
| Năm  | Vận động viên           | Quốc tịch |
| 1991 | Randy Snow              | Hoa Kỳ    |
| 1992 | Laurent Giammartini     | Pháp      |
| 1993 | Kai Schrameyer          | Đức       |
| 1994 | Laurent Giammartini (2) | Pháp      |
| 1995 | David Hall              | Australia |
| 1996 | Ricky Molier            | Hà Lan    |
| 1997 | Ricky Molier (2)        | Hà Lan    |
| 1998 | David Hall (2)          | Australia |
| 1999 | Stephen Welch           | Hoa Kỳ    |
| 2000 | David Hall (3)          | Australia |
| 2001 | Ricky Molier (3)        | Hà Lan    |
| 2002 | David Hall (4)          | Australia |
| 2003 | David Hall (5)          | Australia |
| 2004 | David Hall (6)          | Australia |
| 2005 | Michaël Jeremiasz       | Pháp      |
| 2006 | Robin Ammerlaan         | Hà Lan    |
| 2007 | Shingo Kunieda          | Nhật Bản  |
| 2008 | Shingo Kunieda (2)      | Nhật Bản  |
| 2009 | Shingo Kunieda (3)      | Nhật Bản  |
| 2010 | Shingo Kunieda (4)      | Nhật Bản  |
| 2011 | Maikel Scheffers        | Hà Lan    |
| 2012 | Stéphane Houdet         | Pháp      |
| 2013 | Shingo Kunieda (5)      | Nhật Bản  |
| 2014 | Shingo Kunieda (6)      | Nhật Bản  |
| 2015 | Shingo Kunieda (7)      | Nhật Bản  |
| 2016 | Gordon Reid             | Anh Quốc  |
| 2017 | Gustavo Fernandez       | Argentina |

## Nữ xe lăn
| Năm  | Vận động viên              | Quốc tịch |
| 1991 | Chantal Vandierendonck     | Hà Lan    |
| 1992 | Monique Van Den Bosch      | Hà Lan    |
| 1993 | Monique Kalkman (2)        | Hà Lan    |
| 1994 | Monique Kalkman (3)        | Hà Lan    |
| 1995 | Monique Kalkman (4)        | Hà Lan    |
| 1996 | Chantal Vandierendonck (2) | Hà Lan    |
| 1997 | Chantal Vandierendonck (3) | Hà Lan    |
| 1998 | Daniela Di Toro            | Australia |
| 1999 | Daniela Di Toro (2)        | Australia |
| 2000 | Esther Vergeer             | Hà Lan    |
| 2001 | Esther Vergeer (2)         | Hà Lan    |
| 2002 | Esther Vergeer (3)         | Hà Lan    |
| 2003 | Esther Vergeer (4)         | Hà Lan    |
| 2004 | Esther Vergeer (5)         | Hà Lan    |
| 2005 | Esther Vergeer (6)         | Hà Lan    |
| 2006 | Esther Vergeer (7)         | Hà Lan    |
| 2007 | Esther Vergeer (8)         | Hà Lan    |
| 2008 | Esther Vergeer (9)         | Hà Lan    |
| 2009 | Esther Vergeer (10)        | Hà Lan    |
| 2010 | Esther Vergeer (11)        | Hà Lan    |
| 2011 | Esther Vergeer (12)        | Hà Lan    |
| 2012 | Esther Vergeer (13)        | Hà Lan    |
| 2013 | Aniek van Koot             | Hà Lan    |
| 2014 | Yui Kamiji                 | Nhật Bản  |
| 2015 | Jiske Griffioen            | Hà Lan    |
| 2016 | Jiske Griffioen (2)        | Hà Lan    |
| 2017 | Yui Kamiji (2)             | Nhật Bản  |

## Quad xe lăn
| Năm  | Vận động viên | Quốc tịch |
| 2017 | David Wagner  | Hoa Kỳ    |